# دائرة اللغويات بموسكو

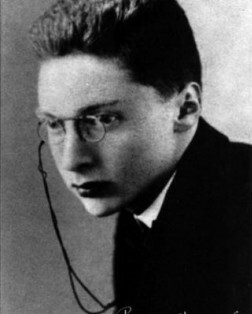

دائرة موسكو اللغوية هي عبارة عن مجموعة من علماء الاجتماع في علم العلامات، والنظرية الأدبية، واللغويات التقوا في موسكو من عام 1915 إلى 1924. وكان من بين أعضائها فيليب فيدوروفيتش فورتوناتوف (مؤسسها)، ورومان ياكوبسون، وغريغوري فينوكور، وبوريس توماشيفسكي، وبتر بوغاتريف. كانت المجموعة نداً للمجموعة اللغوية في سان بطرسبرغ (OPOJAZ). وكانت هاتان المجموعتان (مع دائرة براغ اللغوية لاحقاً) مسؤولتين عن إنشاء المدرسة الشكلانية الروسية في علم العلامات واللغويات والأدب. 